# 祖父谷の天然ダム湖
祖父谷の天然ダム湖（じじだんのてんねんダムこ）は、富山県黒部市の黒部川水系祖父谷上流（黒部峡谷）にある湖沼。この名称は通称で正式名称はまだ無く、祖父谷の自然ダム湖、祖父谷の堰き止め湖などの別名がある。1995年（平成7年）の7.11水害による山体の崩壊によって形成された若い堰き止め湖（天然ダム）であり、決壊が危惧されたが、最大湛水容量の小ささなどもあり現在においても決壊に至っていない。

## 形成
1995年（平成7年）の7.11水害に伴うおよそ中背山（2,074.7 m）南面の20 haの崩壊土砂によって堰き止められた自然ダム湖であり、北東から中ノ谷、南東から奥不帰谷が合流する位置にある。
崩壊の原因については斜面には活断層の破砕帯があること、節理系が発達していて幅の広いクラック（隙間）が斜面にほぼ平行して存在するため、ここに降雨が浸透したものと思われる。 したがって、この崩壊は1 枚の帯のように滑り落ちた岩盤すべりと考えられる。
自然ダムの最大湛水容量は715,250立方メートルと自然ダム湖の湛水容量としては少なく、一度に決壊する危険は小さいと見られている。しかし、今後豪雨が起こると河道埋塞土塊を乗り越えるような状況となると危険が予想される。
1996年10月22日の水質の調査では水温7.3°C、pH:8.59、電気伝導度:119.2 μs/cmであった。